# 317. pehotni polk (Wehrmacht)
317. pehotni polk (izvirno nemško Infanterie-Regiment 317) je bil eden izmed pehotnih polkov v sestavi redne nemške kopenske vojske med drugo svetovno vojno.

## Zgodovina
Polk je bil ustanovljen 26. avgusta 1939 preko Landwehr-Kommandeur Köln (WK VI); polk je bil dodeljen 211. pehotni diviziji.
8. februarja 1940 so bile 4., 8. in 12. četa reorganizirane v mitralješke čete, medtem ko je bila 15. (pionirska) četa odvzeta polku in dodeljena 291. pionirskemu bataljonu.
15. oktobra 1942 je bil polk preimenovan v 317. grenadirski polk.